# Chantal Castledine
Chantal Castledine (ur. 17 sierpnia 1982) – australijska judoczka.
Startowała w Pucharze Świata w 2001. Srebrna medalistka mistrzostw Oceanii w 2002. Mistrzyni Australii w 2001 roku.